# Hemicloeina humptydoo
Hemicloeina humptydoo är en spindelart som beskrevs av Norman I. Platnick 2002. Hemicloeina humptydoo ingår i släktet Hemicloeina och familjen Trochanteriidae.
Artens utbredningsområde är Northern Territory, Australien. Inga underarter finns listade i Catalogue of Life.